# Vicente Besuijen
Vicente Besuijen (Bogotá, Colombia, 10 de abril de 2001) es un futbolista neerlandés. Juega de delantero y su equipo es el HJK Helsinki de la Veikkausliiga.

## Trayectoria
El 24 de enero de 2022 fichó por el Aberdeen F. C. de la Scottish Premiership.

## Selección nacional
Besuijen es internacional juvenil por los Países Bajos.

## Estadísticas
Actualizado al último partido disputado el 7 de diciembre de 2024.
| Club                                                                                                  | Div.          | Temporada     | Liga  | Liga  | Copas nacionales(1) | Copas nacionales(1) | Copas internacionales(2) | Copas internacionales(2) | Total | Total |
| Club                                                                                                  | Div.          | Temporada     | Part. | Goles | Part.               | Goles               | Part.                    | Goles                    | Part. | Goles |
| --- | ------------- | ------------- | ----- | ----- | ------------------- | ------------------- | ------------------------ | ------------------------ | ----- | ----- |
| ADO La Haya · Países Bajos                                                                            | 1.ª           | 2020-21       | 30    | 1     | 1                   | 0                   | ―                        | ―                        | 31    | 1     |
| ADO La Haya · Países Bajos                                                                            | 2.ª           | 2021-22       | 22    | 6     | 3                   | 0                   | ―                        | ―                        | 25    | 6     |
| ADO La Haya · Países Bajos                                                                            | Total club    | Total club    | 52    | 7     | 4                   | 0                   | 0                        | 0                        | 56    | 7     |
| Aberdeen F. C. Escocia                                                                                | 1.ª           | 2021-22       | 16    | 2     | 1                   | 0                   | ―                        | ―                        | 17    | 2     |
| Aberdeen F. C. Escocia                                                                                | 1.ª           | 2022-23       | 18    | 3     | 7                   | 4                   | ―                        | ―                        | 25    | 7     |
| Excelsior Róterdam · Países Bajos                                                                     | 1.ª           | 2022-23       | 2     | 0     | ―                   | ―                   | ―                        | ―                        | 2     | 0     |
| Excelsior Róterdam · Países Bajos                                                                     | Total club    | Total club    | 2     | 0     | 0                   | 0                   | 0                        | 0                        | 2     | 0     |
| Aberdeen F. C. Escocia                                                                                | 1.ª           | 2023-24       | 0     | 0     | 0                   | 0                   | 0                        | 0                        | 0     | 0     |
| F. C. Emmen · Países Bajos                                                                            | 2.ª           | 2023-24       | 19    | 8     | ―                   | ―                   | ―                        | ―                        | 19    | 8     |
| F. C. Emmen · Países Bajos                                                                            | Total club    | Total club    | 19    | 8     | 0                   | 0                   | 0                        | 0                        | 19    | 8     |
| Aberdeen F. C. Escocia                                                                                | 1.ª           | 2024-25       | 11    | 2     | 4                   | 0                   | ―                        | ―                        | 15    | 2     |
| Aberdeen F. C. Escocia                                                                                | Total club    | Total club    | 45    | 7     | 12                  | 4                   | 0                        | 0                        | 57    | 11    |
| HJK Helsinki · Finlandia                                                                              | 1.ª           | 2025          | 0     | 0     | 0                   | 0                   | 0                        | 0                        | 0     | 0     |
| HJK Helsinki · Finlandia                                                                              | Total club    | Total club    | 0     | 0     | 0                   | 0                   | 0                        | 0                        | 0     | 0     |
| Total carrera                                                                                         | Total carrera | Total carrera | 118   | 22    | 16                  | 4                   | 0                        | 0                        | 134   | 26    |
| (1) Incluye datos de la Copa de los Países Bajos, la Copa de Escocia y la Copa de la Liga de Escocia. |               |               |       |       |                     |                     |                          |                          |       |       |

## Palmarés

### Títulos nacionales
| Título          | Club           | País    | Año  |
| --------------- | -------------- | ------- | ---- |
| Copa de Escocia | Aberdeen F. C. | Escocia | 2025 |

## Vida personal
Nacido en Colombia, fue adoptado por padres neerlandeses cuando tenía tres meses de vida. Creció en Amstelveen.